# Приключения мышонка Переса
«Приключения мышонка Переса» (исп. El ratón Pérez) — испанский фильм режиссёра Хуана Бускарини. Фильм вышел в прокате 13 июля 2006 года.

## Сюжет
Девочка по имени Люсия теряет свой первый зуб, и родители, Сантьяго (безработный шеф-повар) и Пилар (архитектор), говорят ей, что ночью к ней придёт мышонок Перес и оставит монету под подушкой. Люсия была очень взволнована, но на следующее утро ни зуба, ни монеты не было под подушкой. Вместе со своим товарищем Ромио маленькая Люсия отправляется в путь, чтобы найти Переса, которого похитили Пипо и капитан Фугас.

## В ролях
| Актёр                    | Роль                   |
| ------------------------ | ---------------------- |
| Алехандро Авада          | мышонок Перес          |
| Мариано Кьюза            | капитан Фугас          |
| Мануэла Веласко          | журналистка            |
| Роли Серрано             | крыса Рата             |
| Николас Торкановски      | Рамиро                 |
| Дельфина Варни           | Люсия                  |
| Фабиан Мацей             | Сантьяго               |
| Ана Мария Ороско         | Пилар                  |
| Джо Риголи               | Юсто Амансио Морьентес |
| Диего Джентиле           | Пипо                   |
| Ана Мария Назар          | графиня                |
| Энрике Порчеллана        | Гордо                  |
| Фернанда Бодрия          | учитель                |
| Анахи Мартелла           | Саманта                |
| Фернандо Паз             | Муравей                |
| Маркос Метта             | профессор              |
| Педро Мартинес Гонсалвез | студент 1              |

## Награды
| Награда | Дата вознаграждения | Категория                       | Получатель                 | Результат |
| ------- | ------------------- | ------------------------------- | -------------------------- | --------- |
| Гойя    | 2007                | Лучший мультипликационный фильм | Приключения мышонка Переса | Победа    |

## Продолжение
В декабре 2008 года был выпущен сиквел «Приключения мышонка Переса 2», режиссёром которого стал Андрес Г. Шаер.